# Алекова
Алекова — деревня в Кудымкарском районе Пермского края. Входит в состав Егвинского сельского поселения. Располагается на реке Шоръег (приток Егвы) севернее от города Кудымкара. Расстояние до районного центра составляет 16 км. По данным Всероссийской переписи населения 2010 года, в деревне проживало 154 человека (70 мужчин и 84 женщины).

## История
По данным на 1 июля 1963 года, в деревне проживало 123 человека. Населённый пункт входил в состав Алековского сельсовета.